# Lambton Golf & Country Club
De Lambton Golf & Country Club is een golfclub en een countryclub in Canada. De club werd opgericht in 1902 en bevindt zich in Toronto, Ontario. De club beschikt over een 27-holes golfbaan en werd ontworpen door de golfbaanarchitect Mr. Lambton.
De 27 holesbaan bestaat uit een 18 holesbaan, de "Championship"-baan, en een 9 holesbaan, de "Valley"-baan. Naast een golfbaan, beschikt de club ook over vijf tennisbanen, een restaurant en een feestzaal.

## Golftoernooien
Voor het golftoernooi voor de heren en de dames wordt er gespeeld op de "Championship"-baan. De lengte van de baan voor de heren is 6088 m met een par van 71. De course rating is 71,4 en de slope rating is 132.
- Canadees Open: 1907, 1910 & 1941